# 高橋花山
高橋　花山（たかはし　かざん、1882年（明治15年）3月10日 - 1915年（大正4年）4月21日）は、明治期、大正の日本の陸軍軍人で加賀藩御算用者高橋荘兵衛、高橋鈴夫妻の三男。
階級は陸軍歩兵大尉。金沢歩兵第7連隊小隊長。従六位勳五等功五級。

## 来歴
1882年（明治15年）3月10日、高橋荘兵衛、高橋鈴夫妻の三男として出生。成城学校（現・成城中・高等学校）から陸軍士官学校へ進む。同期には梅津美治郎・乃木保典・河本大作・多田駿・谷寿夫がいた。（第15期歩兵科）。　花山は前向きで明るく人懐こい性格で学才も兄順太郎に似て優秀であり、難関である陸軍士官学校の入学試験にも1発で合格している。

## 日露戦争出征
日露戦争が開戦され、金沢歩兵第7連隊小隊長として出征。旅順攻略戦にて頭部銃弾貫通の重傷を負い戦線を離脱、内地後送され、兄順太郎の頭部手術により一命を取り留める。
1913年（大正2年）3月、陸軍歩兵大尉に昇進。歩兵第7連隊中隊長。墓所は金沢大蓮寺。